# Liste des cantons de la Dordogne

Découpage cantonal du département de la Dordogne, avec en surimpression les arrondissements (en nuances de bleu) - Carte arrêtée au 1er janvier 2019.

Le département de la Dordogne comptait 50 cantons entre 1973 et 2015. À partir de 2015, ce nombre est réduit à 25 à la suite du redécoupage cantonal de 2014.

## Histoire

### Cantons disparus avant 1802
Les cantons suivants, ayant constitué une circonscription électorale de la Dordogne, ont disparu :
- le canton de Ligueux, créé en 1790 a été remplacé au mois de novembre de la même année par le canton d'Agonat, disparu en 1801.
- vingt-cinq cantons créés en 1790 ont disparu en 1801 :  canton d'Agonat  - canton d'Antonne - canton de La Bachellerie - Canton de La Cassagne - canton de Champaigne -  canton de Cubjac - canton de Daglan - canton de Dussac - canton de Javerlhac - canton de Lamothe - canton de Larochebeaucourt  - canton de Laroche Chalais - canton des Leches - canton de Limeuil - canton de Liorac - canton de Lisle  - canton de Marquay - canton d'Orliac  - canton d'Orse  - canton de Ribagnac - canton de Rouffignac -  canton de Saint Félix  -  canton de Saint Meard de Gurson  - canton de Saint Vincent  - canton de La Tour Blanche ;
- du fait de l'absorption en 1793 par la Dordogne de dix communes provenant de la Corrèze, deux cantons créés cette année-là ont disparu en 1801 : canton de Genis et canton de Paizac.

### Cantons disparus de 1802 à 1973
Cinq cantons créés en 1790 ont disparu sur la période 1802-1973 :
- canton de Bergerac, scindé en deux (Bergerac-1 et Bergerac-2) en 1973[2] ;
- canton de Cunèges, actif jusqu'en 1817, remplacé par le canton de Sigoulès ;
- canton de Grignols, actif jusqu'en 1829, remplacé par le canton de Saint-Astier ;
- canton de Montagnac, actif jusqu'en 1802, remplacé par le canton de Villamblard ;
- canton de Périgueux, scindé en trois (Périgueux-Centre, Périgueux-Nord-Est et Périgueux-Ouest) en 1973[2].

### Découpage cantonal de 1973
Depuis le remplacement en 1973 de l'ancien canton de Périgueux par trois cantons (cantons de Périgueux-Centre, Périgueux-Nord-Est et Périgueux-Ouest) et le remplacement du canton de Bergerac par deux cantons (Bergerac-1 et Bergerac-2), et jusqu'en 2015, le département de la Dordogne compte 50 cantons.
Liste des 50 cantons du département de la Dordogne, par arrondissement :
- Arrondissement de Bergerac (14 cantons - sous-préfecture : Bergerac) :
canton de Beaumont-du-Périgord - canton de Bergerac-1 - canton de Bergerac-2 - canton du Buisson-de-Cadouin - canton d'Eymet - canton de la Force - canton d'Issigeac - canton de Lalinde - canton de Monpazier - canton de Sainte-Alvère - canton de Sigoulès - canton de Vélines - canton de Villamblard - canton de Villefranche-de-Lonchat
- Arrondissement de Nontron (8 cantons - sous-préfecture : Nontron) :
canton de Bussière-Badil - canton de Champagnac-de-Belair - canton de Jumilhac-le-Grand - canton de Lanouaille - canton de Mareuil - canton de Nontron - canton de Saint-Pardoux-la-Rivière - canton de Thiviers
- Arrondissement de Périgueux (18 cantons - préfecture : Périgueux) :
canton de Brantôme - canton d'Excideuil - canton de Hautefort - canton de Montagrier - canton de Montpon-Ménestérol - canton de Mussidan - canton de Neuvic - canton de Périgueux-Centre - canton de Périgueux-Nord-Est - canton de Périgueux-Ouest - canton de Ribérac - canton de Saint-Astier - canton de Saint-Aulaye - canton de Saint-Pierre-de-Chignac - canton de Savignac-les-Églises - canton de Thenon - canton de Vergt - canton de Verteillac
- Arrondissement de Sarlat-la-Canéda (10 cantons - sous-préfecture : Sarlat-la-Canéda) :
canton de Belvès - canton du Bugue - canton de Carlux - canton de Domme - canton de Montignac - canton de Saint-Cyprien - canton de Salignac-Eyvigues - canton de Sarlat-la-Canéda - canton de Terrasson-Lavilledieu - canton de Villefranche-du-Périgord

Il y a une homonymie pour le canton de Neuvic avec un autre canton de Neuvic, situé en Corrèze.
En revanche, il n'y a pas d'homonymie pour les cantons de la Force, Mareuil, Montignac, Saint-Astier et Saint-Cyprien, alors même qu'il en existe une pour chacune des communes chefs-lieux.

### Redécoupage cantonal de 2015

Les cantons issus du redécoupage cantonal de 2015.

Pour les élections départementales de mars 2015, le nombre de cantons est divisé par deux, passant de 50 à 25. En 2013, des discussions ont eu lieu entre le Conseil général et le préfet afin de définir le nouveau découpage électoral. La nouvelle répartition prévoit :
- une redistribution des quartiers de Bergerac entre les deux cantons actuels, Bergerac-1 et Bergerac-2,
- la partition en deux de la commune de Périgueux, avec la disparition de Périgueux-Centre,
- la création des cantons de Coulounieix-Chamiers, Port-Sainte-Foy-et-Ponchapt, Prigonrieux et Trélissac,
- la disparition des cantons de Beaumont-du-Périgord, Belvès, Le Bugue, Le Buisson-de-Cadouin, Bussière-Badil, Carlux, Champagnac-de-Belair, La Force, Hautefort, Issigeac, Jumilhac-le-Grand, Lanouaille, Mareuil, Monpazier, Montagrier, Mussidan, Saint-Aulaye, Saint-Cyprien, Saint-Pardoux-la-Rivière, Sainte-Alvère, Salignac-Eyvigues, Savignac-les-Églises, Sigoulès, Vélines, Verteillac, Villamblard, Villefranche-de-Lonchat, Villefranche-du-Périgord,
- l'élargissement des cantons de Brantôme, Domme, Excideuil, Eymet, Lalinde, Montignac, Montpon-Ménestérol, Neuvic, Nontron, Ribérac, Sarlat-la-Canéda, Terrasson-Lavilledieu, Thenon, Thiviers, Vergt,
- le rétrécissement des cantons de Saint-Astier et de Saint-Pierre-de-Chignac.

À partir des élections de 2015, il n'y a plus de chef-lieu de canton, mais un bureau centralisateur. Les élus de la Dordogne ont proposé de renommer certains cantons non pas en fonction du bureau centralisateur mais avec des noms d'entités géographiques (par exemple : Périgord vert nontronnais, Sud-Bergeracois, Vallée de la Dordogne, etc.).
Le décret no 2014-218 du 21 février 2014 entérine le nouveau découpage en 25 cantons. La liste officielle est la suivante (avec nom du bureau centralisateur entre parenthèses, si nécessaire):
1. canton de Bergerac-1
2. canton de Bergerac-2
3. canton de Brantôme
4. canton de Coulounieix-Chamiers
5. canton du Haut-Périgord Noir (bureau centralisateur : Thenon)
6. canton d'Isle-Loue-Auvézère (bureau centralisateur : Excideuil)
7. canton d'Isle-Manoire (bureau centralisateur : Boulazac)
8. canton de Lalinde
9. canton de Montpon-Ménestérol
10. canton du Pays de la Force (bureau centralisateur : Prigonrieux)
11. canton du Pays de Montaigne et Gurson (bureau centralisateur : Port-Sainte-Foy-et-Ponchapt)
12. canton du Périgord central (bureau centralisateur : Vergt)
13. canton du Périgord vert nontronnais (bureau centralisateur : Nontron)
14. canton de Périgueux-1
15. canton de Périgueux-2
16. canton de Ribérac
17. canton de Saint-Astier
18. canton de Sarlat-la-Canéda
19. canton du Sud-Bergeracois (bureau centralisateur : Eymet)
20. canton de Terrasson-Lavilledieu
21. canton de Thiviers
22. canton de Trélissac
23. canton de la Vallée Dordogne (bureau centralisateur : Saint-Cyprien)
24. canton de la Vallée de l'Isle (bureau centralisateur : Neuvic)
25. canton de la Vallée de l'Homme (bureau centralisateur : Montignac)

Par rapport aux préconisations du Conseil général, le décret a juste modifié deux éléments : le rattachement de la commune de Trémolat au canton du Périgord central et la validation du nom du canton de Terrasson-Lavilledieu, en lieu et place de « canton de Terrasson et Pays de Fénelon », qui avait été demandé.

#### Répartition par arrondissement
Contrairement à l'ancien découpage où chaque canton était inclus à l'intérieur d'un seul arrondissement, le nouveau découpage territorial de 2014/2015 s'affranchit des limites des arrondissements. Certains cantons peuvent être composés de communes appartenant à des arrondissements différents. Dans le département de la Dordogne, c'est le cas pour sept cantons (Brantôme, Haut-Périgord Noir, Isle-Loue-Auvézère, Montpon-Ménestérol, Périgord central, Thiviers et Vallée de l'Isle) dont les communes sont réparties sur deux arrondissements.
Le tableau suivant présente la répartition des cantons et de leurs communes par arrondissement en 2015 :
| N° | Canton                      | Bergerac              | Nontron | Périgueux          | Sarlat-la-Canéda |
| -- | --------------------------- | --------------------- | ------- | ------------------ | ---------------- |
| 1  | Bergerac-1                  | Fraction Bergerac     |         |                    |                  |
| 2  | Bergerac-2                  | 9 + fraction Bergerac |         |                    |                  |
| 3  | Brantôme                    |                       | 23      | 19                 |                  |
| 4  | Coulounieix-Chamiers        |                       |         | 4                  |                  |
| 5  | Haut-Périgord Noir          |                       |         | 26                 | 8                |
| 6  | Isle-Loue-Auvézère          |                       | 9       | 22                 |                  |
| 7  | Isle-Manoire                |                       |         | 12                 |                  |
| 8  | Lalinde                     | 49                    |         |                    |                  |
| 9  | Montpon-Ménestérol          | 1                     |         | 18                 |                  |
| 10 | Pays de la Force            | 14                    |         |                    |                  |
| 11 | Pays de Montaigne et Gurson | 20                    |         |                    |                  |
| 12 | Périgord central            | 22                    |         | 16                 |                  |
| 13 | Périgord vert nontronnais   |                       | 28      |                    |                  |
| 14 | Périgueux-1                 |                       |         | Fraction Périgueux |                  |
| 15 | Périgueux-2                 |                       |         | Fraction Périgueux |                  |
| 16 | Ribérac                     |                       |         | 35                 |                  |
| 17 | Saint-Astier                |                       |         | 11                 |                  |
| 18 | Sarlat-la-Canéda            |                       |         |                    | 13               |
| 19 | Sud-Bergeracois             | 42                    |         |                    |                  |
| 20 | Terrasson-Lavilledieu       |                       |         |                    | 28               |
| 21 | Thiviers                    |                       | 20      | 4                  |                  |
| 22 | Trélissac                   |                       |         | 8                  |                  |
| 23 | Vallée Dordogne             |                       |         |                    | 47               |
| 24 | Vallée de l'Isle            | 1                     |         | 20                 |                  |
| 25 | Vallée de l'Homme           |                       |         |                    | 26               |
| -  | 557                         | 159                   | 80      | 196                | 122              |

#### Modification des arrondissements en 2017
En 2017, la répartition par arrondissement est modifiée à la suite de l'arrêté du 30 décembre 2016 qui rattache 72 communes à des arrondissements différents,.
| N° | Canton                      | Bergerac              | Nontron | Périgueux                                      | Sarlat-la-Canéda |
| -- | --------------------------- | --------------------- | ------- | ---------------------------------------------- | ---------------- |
| 1  | Bergerac-1                  | Fraction Bergerac     |         |                                                |                  |
| 2  | Bergerac-2                  | 9 + fraction Bergerac |         |                                                |                  |
| 3  | Brantôme                    |                       | 22      | 11                                             |                  |
| 4  | Coulounieix-Chamiers        |                       |         | 4                                              |                  |
| 5  | Haut-Périgord Noir          |                       |         | 4 communes déléguées de Bassillac et Auberoche | 30               |
| 6  | Isle-Loue-Auvézère          |                       | 28      | 1 (Savignac-les-Églises)                       |                  |
| 7  | Isle-Manoire                |                       |         | 7                                              |                  |
| 8  | Lalinde                     | 46                    |         |                                                |                  |
| 9  | Montpon-Ménestérol          |                       |         | 15                                             |                  |
| 10 | Pays de la Force            | 14                    |         |                                                |                  |
| 11 | Pays de Montaigne et Gurson | 20                    |         |                                                |                  |
| 12 | Périgord central            | 1 (Trémolat)          |         | 33                                             | 1 (Limeuil)      |
| 13 | Périgord vert nontronnais   |                       | 28      |                                                |                  |
| 14 | Périgueux-1                 |                       |         | Fraction Périgueux                             |                  |
| 15 | Périgueux-2                 |                       |         | Fraction Périgueux                             |                  |
| 16 | Ribérac                     |                       |         | 33                                             |                  |
| 17 | Saint-Astier                |                       |         | 11                                             |                  |
| 18 | Sarlat-la-Canéda            |                       |         |                                                | 13               |
| 19 | Sud-Bergeracois             | 42                    |         |                                                |                  |
| 20 | Terrasson-Lavilledieu       |                       |         |                                                | 27               |
| 21 | Thiviers                    |                       | 22      | 1 (Sorges et Ligueux en Périgord)              |                  |
| 22 | Trélissac                   |                       |         | 8                                              |                  |
| 23 | Vallée Dordogne             |                       |         |                                                | 44               |
| 24 | Vallée de l'Isle            |                       |         | 21                                             |                  |
| 25 | Vallée de l'Homme           |                       |         |                                                | 26               |
| -  | 520                         | 133                   | 100     | 146                                            | 141              |